# 舟山正吉
舟山 正吉（ふなやま しょうきち、1905年2月1日 - 1996年9月20日）は、日本の大蔵官僚。大蔵事務次官、日本開発銀行総裁。

## 来歴・人物
三重県出身。旧制開成中学、旧制第一高等学校を経て、1928年（昭和3年）、東京帝国大学法学部政治学科卒業。大学在学中に高等試験行政科に合格。同年4月、大蔵省入省（預金部配属）。1932年（昭和7年）3月、高崎税務署長。1933年（昭和8年）6月、亀戸税務署長。1934年（昭和9年）11月、主税局（兼）高橋是清大蔵大臣秘書官事務取扱。その後は銀行局調査課長、銀行保険局普通銀行課長、銀行局長などを経て、1951年（昭和26年）より大蔵事務次官に就任した。大蔵事務次官時代の1952年（昭和27年）4月、衆議院行政監察特別委員会に証人喚問された。ほかに金融制度調査会長、TASC理事長、中小企業金融公庫総裁、日本輸出入銀行副総裁、日本専売公社副総裁なども務めた。
銀行局長時代、「信用金庫」の名付け親になったことでも知られる。
長男の舟山正克は日本銀行監事を務めた。

## 主な著書・論文
- 「ヨーロッパの中小企業 欧州経済動向調査団報告書」